# Pulo Keurembok
Pulo Keurembok is een bestuurslaag in het regentschap Pidie van de provincie Atjeh, Indonesië. Pulo Keurembok telt 258 inwoners (volkstelling 2010).